# KW-Software
KW-Software war ein Technologie-Anbieter für die industrielle Steuerungs-, Sicherheits- und Netzwerktechnik und galt bei Software gemäß IEC 61131 und IEC 61508 als einer der weltweit führenden Anbieter. Der Hauptsitz des Unternehmens ist im Centrum Industrial IT (CIIT) in Lemgo, einem Forschungs- und Entwicklungszentrum für die Intelligente Automation. Weitere Standorte sind in Japan, China und den USA. KW-Software ist bis Ende 2014 ein eigenständiges Unternehmen in der Phoenix Contact Gruppe und firmiert ab dem 1. Januar 2015 als Phoenix Contact Software GmbH.

## Produktportfolio
Softwarelösungen für die Steuerungstechnik:
- MULTIPROG: Integrierte Programmierumgebung für das Erstellen von Steuerungsanwendungen in allen Sprachen der IEC 61131 (Anweisungsliste, Strukturierter Text, Funktionsbausteinsprache, Kontaktplan, Ablaufsprache), zusätzlich zu den IEC-Sprachen wird auch die Maschinenablaufsprache (Erweiterung der Ablaufsprache) unterstützt
- Automation Framework: Plattform zur Entwicklung .NET-basierter Programmiertools und zur Integration bestehender COM-basierter Programmiertools
- ProConOS eCLR (embedded CLR): .NET-basiertes SPS-Laufzeitsystem für spezifische und Standard-Hardwareplattformen, das sowohl in IEC 61131 als auch in C# programmierte Steuerungsanwendungen unterstützt

Softwarelösungen für die Sicherheitstechnik (zertifiziert gem. IEC 61508 bis SIL3):
- SAFEPROG: Sicheres IEC 61131 Programmiersystem für die Erstellung von Steuerungsanwendungen für freiprogrammierbare und konfigurierbare Sicherheitssteuerungen
- SAFECONF: Sicheres Tool zur Konfiguration von Sicherheitsgeräten wie kleinen Sicherheitssteuerungen, konfigurierbaren Sicherheitsrelais oder sicheren Antrieben
- SAFEOS: 2-kanaliges, diversitäres SPS-Laufzeitsystem für Sicherheitssteuerungen
- SAFEFBTest: Technologie-Paket zur automatisierten Testfallgenerierung und Verifikation von Funktionsbausteinen für sichere Steuerungsanwendungen
- SAFEGRID: Tool zur Parametrierung sicherheitsrelevanter Geräte mit fester, vordefinierter Sicherheitsfunktionalität

Lösungen für die Netzwerktechnik:
- PROFINET Stack: Kommunikations-Stack für den schnellen zyklischen Austausch von Prozessdaten sowie das Management und die Diagnose von PROFINET-Netzwerken
- TPS-1: Schnittstellen-Controller für PROFINET Devices als Single Chip-Lösung mit Unterstützung sämtlicher PROFINET-Protokolle
- PROFINET Configurator: Software-Tool zur Konfiguration und Parametrierung von PROFINET-Netzwerken

## Mitgliedschaft in Organisationen
- FDT Group
- OSADL
- OPC Foundation
- PLCopen
- PNO
- Verband Deutscher Maschinen- und Anlagenbau (VDMA)